# Hotel Victoria (Fernsehshow)
Hotel Victoria war eine Fernsehshow des WDR bzw. der ARD von 1961 bis 1968, konzipiert von Klaus Munro.

## Konzept
Durch die Handlung führte Vico Torriani in der Rolle des Hotel-Direktors. Die Show wurde im Stil der damals populären Musikfilme in den Studios der Bavaria Film produziert. Gedreht wurde in schwarz-weiß auf 35-mm-Film, dem auch sonst üblichen Kinoformat.

## Inhalt
Das „Hotel Victoria“ existierte nicht wirklich und wechselte auch immer wieder das Thema (Skihotel, Kurhotel, Schlosshotel usw.). Es stand in jeder Folge an einem anderen Ort, in dem sich auch die Rahmenhandlung abspielte. Dabei wirkten internationale Stars der Theater-, Film- und Musikbranche mit. Die „Hotelgäste“ übernahmen teilweise Filmrollen – Gaststars erschienen oft unter ihrem tatsächlichen Namen. Stets wurden die neuesten Hits oder speziell umgetextete, zur Handlung passende Titel gesungen.
Als Besonderheit der Sendung blieb das gesungene Kochrezept in Erinnerung. In Liedform gab Vico Torriani die Anleitung für internationale Gerichte, während er sie zubereitete. Einige der musikalischen Anleitungen wurden 1967 auf der LP „Vicos klingende Kochrezepte“ (Philips 843 950 PY) veröffentlicht.

## Liste der ARD-Ausstrahlungen
| Datum             | Hotel                          | Gäste | Klingendes Kochrezept                                                       |
| 12. März 1961     | internationales Hotel Victoria | Jan & Kjeld, Paul Hörbiger, Vivi Bach, Klaus Havenstein, Hans-Jürgen Diedrich, Franz Eder, Rudy Cardenas, Blue Diamonds, die Sunnies, das Cornel Trio, | Piccata Milanese                                                            |
| 10. März 1962     | Musikhotel Victoria            | Peter Alexander, Vivi Bach, Lill-Babs, Dieter Hildebrandt, Hans-Jürgen Diedrich, Jürgen Scheller, Jean Thomé, Ludwig Schmidseder, Sascha Hehn | Filetto Fantastico                                                          |
| 13. Oktober 1962  | Phantasie-Dorf Montecella (I)  | Johannes Heesters, Bibi Johns, Dany Mann, Leo Leandros, Ettore Cella, Dieter Hildebrandt, Hans-Jürgen Diedrich, die Sunnies, das Cornel Trio, Alfa Romero, die Campioni | Pizza Napoletana                                                            |
| 6. April 1963     | schweizerisches Hotel Victoria | Heidi Brühl, Corry Brokken, Hanne Wieder, Audrey Arno, Lukas Ammann, Kurt Pratsch-Kaufmann, Zarli Carigiet, Klaus Havenstein | Fondue formidable                                                           |
| 25. Dezember 1963 | Bahnhofshotel Victoria         | Paul Hörbiger, Germaine Damar, Billy Mo, Evi Kent, die Sunnies, das Cornel Trio | Plim-Plam-Plumpudding                                                       |
| 25. Juli 1964     | Schlosshotel Victoria          | Esther & Abi Ofarim, Ernst Stankovski, Ingela Brander, Anneke Grönloh, Annaluise Schubert, Rainer Bertram, Helmut Brasch, Ralph Briegk, die Merry Makers, die Sunnies, das Cornel Trio, der Peter Cornehlsen Chor                                                              | Kebab Oriental                                                              |
| 14. August 1965   | Motel Victoria                 | Gisela Schlüter, Heinz Erhardt, Hannelore Auer, Udo Jürgens, Anita Lindblom, Ema Damia, die Rackets, Marika Rökk, die Sunnies, die Cornels | Hill-Billy-Chicken                                                          |
| 29. Dezember 1965 | Skihotel Victoria              | Alice und Ellen Kessler, Wencke Myhre, Peter Beil, Johanna von Koczian, Ewald Wenck, Carmela Corren, die Swingle Singers, Svend Asmussen, Ursula Borsodi, die Sunnies, die Cornels                                                                                             | ein festliches Menü: Sole St. Nicholas, Canard a l´orange, Ananas Capodanno |
| 2. April 1966     | Automatenhotel Victoria        | Hildegard Knef, Rex Gildo, Cornelia Froboess, Ralf Wolter, Willy Millowitsch, Ulla und Ulrik Neumann, Dorthe, Marie France, Lauro Minzoni und seine Comets, die Sunnies, die Cornels                                                                                           | Bouillabaisse de Marseille                                                  |
| 6. Mai 1967       | Sanatorium Victoria            | Vivi Bach, Clemens Wilmenrod, Peter Fröhlich, Jan & Kjeld, Mr. Acker Bilk´s Paramount Jazzband, Josephine Baker, Esther Ofarim, der Peter Cornehlsen Chor | Jodel-Knödel mit Kalbshaxen                                                 |
| 24. August 1968   | spanisches Hotel Victoria      | Senta Berger, Lill Lindfors, Inge Brück, Nick Munro, Alexandra, Lilliane, Vittorio Casagrande, David Garrick, Nipso Brantner & Co., Beppo Brem, Karl Tischlinger, Lukas Ammann, Wolfgang Völz, Gerd Wiedenhofen, Helmut Brasch, Peter Timm-Schaufuß, der Peter Cornehlsen Chor | Paella Valenciana                                                           |